# Nucleo muconasolacrimale
Il nucleo muconasolacrimale è un nucleo del nervo faciale che si trova al livello del collicolo facciale, tra il nucleo somato-motorio di CNVII e le sue fibre. Il nucleo muconasolacrimale fa parte del sistema che fornisce innervazione secretomotoria alle ghiandole salivari (tranne le parotidi) e alle ghiandole lacrimali, arrivando a strutture dentro al palato, la cavità nasale e gli occhi. 
I nervi che contribuiscono alle fibre parasimpatiche della cavita nasale sono i nervi posteriori inferiori e posteriori superiori dei nervi nasali. D'altro canto, i nervi che innervano il palato si chiamano: nervo anteriore del palato e nervo posteriore del palato. Questi nervi partono tutti dal ganglio pterigopalatino. Alcuni individui hanno un nervo aggiuntivo che innerva le ghiandole salivari che non parta dal ganglio pterigopalatino.